# Selkirk
Selkirk is een plaats en voormalig burgh in het Schotse bestuurlijke gebied Scottish Borders en telt ongeveer 4500 inwoners. De plaats ligt aan de rivier Ettrick, een zijarm van de Tweed.
Het was de vroegere hoofdplaats van graafschap Selkirkshire.

## Geboren
- Scott Hutchison (1981-2018), singer-songwriter en gitarist

## Partnerstad
- Plattling